# Ochotona pallasi
Il pica di Pallas (Ochotona pallasi Gray, 1867) è un mammifero lagomorfo della famiglia degli Ocotonidi.

## Distribuzione
Con quattro sottospecie (Ochotona pallasi hamica, Ochotona pallasi pallasi, Ochotona pallasi pricei ed Ochotona pallasi sunidica), la specie vive in un'area che va dal Kazakistan centrale al Turkestan orientale: li si trova a nord fino ai monti dell'Altaj. Prediligono le aree steppose semi-aride (precipitazioni annuali inferiori ai 150 mm) a quote anche elevate.

## Descrizione

### Dimensioni
Misura 25 cm di lunghezza, per un peso di 200 g.

### Aspetto
Si tratta di animali di corporatura tozza e massiccia, con piccole orecchie rotonde ed una grossa testa: nel complesso sono simili a grossi criceti.

Il mantello cambia colore a seconda della stagione: dopo la muta estiva il pelo è di color isabella, mentre dopo la muta invernale assume generalmente un colore più scuro. Il pelo della mandibola è di color ruggine.

## Biologia
Si tratta di animali diurni: di notte dormono in tane che essi stessi scavano, mentre durante il giorno passano il tempo a nutrirsi ed a sorvegliare il proprio territorio, approfittando di quest'ultima azione per prendere un po' di sole qualora possibile. D'inverno, questi animali non cadono in letargo, pur riducendo significativamente il proprio livello di attività. Per far fronte alle difficili condizioni invernali, questi animali tendono ad accumulare cibo per l'inverno, lasciando mucchi di steli ad essiccare nei pressi dell'entrata della propria tana e tenendoli fermi con pietre per evitare che il vento disperda questa preziosa risorsa. Come tutti i pica, emettono lunghi e laceranti fischi in caso di pericolo o per marcare il proprio territorio, azione quest'ultima che avviene anche tramite una ghiandola posta sulla mandibola.

### Alimentazione
Si tratta di animali erbivori, che si accontentano dello scarso materiale vegetale che attecchisce nei territori nei quali sono soliti vivere, come graminacee e licheni. A volte, questi animali praticano la coprofagia, intesa come ingestione occasionale delle feci dure oltre a quelle morbide: questo comportamento ha il fine di reintegrare i liquidi corporei nei periodi in cui l'acqua è particolarmente scarsa.

### Riproduzione
I maschi e le femmine formano coppie stabili: la femmina si riproduce 2-3 volte di seguito durante i mesi caldi, dando alla luce dopo una gestazione di tre settimane e mezzo una media di sei cuccioli, anche se non è raro incontrare cucciolate di oltre dieci piccoli. I cuccioli vengono accuditi da ambedue i genitori: vengono svezzati attorno alle tre settimane d'età, ed una settimana più tardi essi raggiungono la maturità sessuale. In questo periodo, essi sono assai insofferenti gli uni con gli altri e non è raro che nascano furibonde liti fra fratelli che terminano con la morte di uno dei due: perciò, i cuccioli di questa specie tendono ad allontanarsi dal nido natio prima dell'inverno.
La speranza di vita di questi animali si attesta attorno ai tre anni, anche se solo il 15% dei nuovi nati sopravvive al primo inverno e l'1,5% al secondo.